# Michael Michalsky

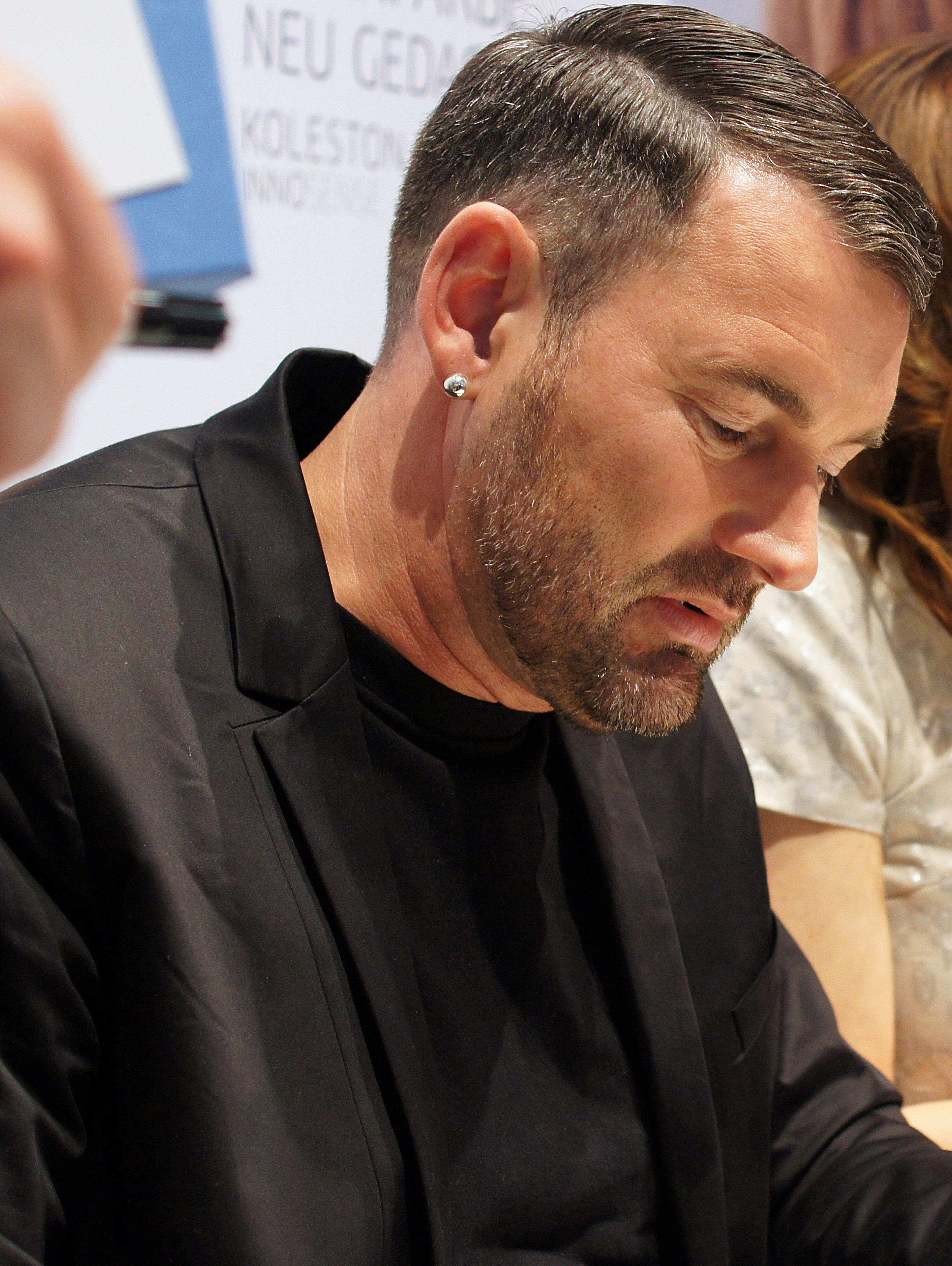
Michael Michalsky

Michael Michalsky (Göttingen, 23 februari 1967) is een Duitse modeontwerper, interieurontwerper en zakenman. Hij is de oprichter en hoofdontwerper van het modemerk Michalsky. Van 2005 tot 2013 was hij ook artistiek directeur van modemerk MCM. Naast zijn bedrijf runt Michalsky het bureau Michalsky DesignLab, dat ontwerpdiensten aanbiedt. Tegenwoordig wordt Michael Michalsky beschouwd als een invloedrijke ontwerper in Duitsland.

## Biografie
Michael Michalsky studeerde aan het London College of Fashion. Na zijn studie hield Michalsky zich aan zijn belofte om in een hospice voor palliatieve zorg te werken en begon zijn carrière bij Levi Strauss & Co. Daarna werkte hij elf jaar voor Adidas en ontwikkelde hij gedurende deze tijd verschillende samenwerkingen met kunstenaars. In 2005 werd hij benaderd door een Koreaanse groep om de artistieke leiding van het Duitse merk MCM over te nemen. In 2006 richtte hij, parallel met zijn activiteiten voor MCM, zijn eigen bedrijf op in Berlijn, Michalsky Holding GmbH, en kort daarna presenteerde hij zijn eerste collecties onder het merk Michalsky. Sinds 2009 ontwerpt hij ook sportswear voor Kappa van de Chinese onderneming China Dongxiang.
In 2018 maakte Michalsky onderdeel uit van de jury van Germany's Next Topmodel. 